# منتخب رابطة الدول المستقلة لكرة القدم

لاعبو منتخب رابطة الدول المستقلة عام 1992

العلم الرسمي لرابطة الدول المستقلة في بطولة أوروبا 1992

منتخب رابطة الدول المستقلة لكرة القدم (بالإنجليزية: CIS national football team)‏ (بالروسية: Сборная СНГ по футболу)، هو منتخب كرة قدم في بلدان الاتحاد السوفيتي بعد تفككها، شاركت للمرة الأولى والأخيرة في بطولة أمم أوروبا لكرة القدم 1992، وخرجت من الدور الأول من هذه البطولة.

## الموقف
نظرًا لأن الاتحاد السوفيتي لم يعد موجود رسمياً في 26 ديسمبر 1991 ، وتبعاً لذلك تفككت جميع المؤسسات التابعة له بما في ذلك اتحاد كرة القدم. فتم تشكيل جمعية اتحادات كرة القدم لرابطة الدول المستقلة في 11 يناير 1992 وصادق عليه الفيفا بعد يومين. تم اعتماد السيمفونية التاسعة لبيتهوفن كنشيد لها. جنبا إلى جنب مع الرابطة، بدأت الاتحادات الوطنية لأعضائها في تشكيل وتقديم طلب للحصول على الاعتراف الدولي.
استلم تدريب منتخب رابطة الدول المستقلة لكرة القدم أناتولي بيشوفتس في بطولة أمم أوروبا عام 1992. لكنه فشل في تحقيق النجاح، وحصل على المركز الأخير في المجموعة، حيث حقق تعادلين مهمين في البداية مع منتخبي ألمانيا وهولندا، قبل أن يخسر مبارته الأخيرة 3-0 أمام اسكتلندا ويودع البطولة، والتي كانت آخر مباراة لهذا المنتخب.
بعد أن أكمل المنتخب الوطني لكرة القدم التابع لرابطة الدول المستقلة (المعروف سابقا باسم منتخب الاتحاد السوفيتي لكرة القدم) مشاركته في بطولة أمم أوروبا في يونيو 1992، تم حله بعد ذلك بوقت قصير من نهاية يورو 1992، وتم نقل جميع نتائجه إلى المنتخب الروسي الذي لعب أول مباراة له في أغسطس 1992.
تم الاعتراف بالمنتخب الوطني الروسي باعتباره الخليفة الوحيد لفريق رابطة الدول المستقلة.

## سجل البطولة الأوروبية
لعب منتخب رابطة الدول المستقلة ضمن مباريات المجموعة الثانية إلى جانب منتخبات هولندا «حامل اللقب» وألمانيا واسكتلندا. واستهل البطولة بالتعادل الإيجابي مع ألمانيا بهدفٍ لمثله، ثم تعادل مع الطواحين الهولندية من دون أهداف. وحالت الهزيمة أمام منتخب اسكتلندا «فاقد الأمل في التأهل» بثلاثية نظيفة، دون أن يترشح إلى الدور نصف النهائي من البطولة، ليهدي الاسكتلنديون بطاقة التأهل لمنتخب ألمانيا، الذي عبر للدور قبل النهائي، ومنه إلى النهائي قبل أن تُطيح به معجزة الدنمارك في البطولة.
| السنة   | المرحلة   | المركز | لعب | ف | ت | خ | له | عليه |
| ------- | --------- | ------ | --- | - | - | - | -- | ---- |
| 1992    | المجموعات | الثامن | 3   | 0 | 2 | 1 | 1  | 4    |
| المجموع | 1/1       | الثامن | 3   | 0 | 2 | 1 | 1  | 4    |

## تشكيلة بطولة أمم أوروبا 1992
المدرب:  أناتولي بيشوفتس

| رقم. | المركز. | اسم اللاعب                | تاريخ الميلاد (العمر)     | لعب | النادي          |
| ---- | ------- | ------------------------- | ------------------------- | --- | --------------- |
| 1    | حارس    | ديميتري خارين             | 16 أغسطس 1968 (العمر 23)  | 12  | سيسكا موسكو     |
| 2    | مدافع   | أندري تشيرنيشوف           | 7 يناير 1968 (العمر 24)   | 23  | سبارتاك موسكو   |
| 3    | مدافع   | كاخابير تسخادادزي         | 7 سبتمبر 1968 (العمر 23)  | 5   | سبارتاك موسكو   |
| 4    | مدافع   | أخريك تسفيبا              | 10 سبتمبر 1966 (العمر 25) | 22  | دينامو كييف     |
| 5    | مدافع   | أوليغ كوزنيتسوف           | 22 مارس 1963 (العمر 29)   | 60  | رينجرز          |
| 6    | وسط     | إيغور شاليموف             | 2 فبراير 1969 (العمر 23)  | 23  | فوجيا           |
| 7    | وسط     | ألكسي ميخاليتشينكو        | 30 مارس 1963 (العمر 29)   | 38  | رينجرز          |
| 8    | مهاجم   | أندري كانتشيلسكيس         | 23 يناير 1969 (العمر 23)  | 20  | مانشستر يونايتد |
| 9    | وسط     | سيرجي ألينيكوف            | 7 نوفمبر 1961 (العمر 30)  | 75  | ليتشي           |
| 10   | وسط     | إيغور دوبروفولسكي         | 27 أغسطس 1967 (العمر 24)  | 26  | سيرفيت          |
| 11   | مهاجم   | سيرغي يوران               | 11 يونيو 1969 (العمر 22)  | 13  | بنفيكا          |
| 12   | حارس    | ستانيسلاف تشيرتشيسوف      | 2 سبتمبر 1963 (العمر 28)  | 10  | سبارتاك موسكو   |
| 13   | مهاجم   | سيرجي كيرياكوف            | 1 يناير 1970 (العمر 22)   | 8   | دينامو موسكو    |
| 14   | مهاجم   | فولوديمير ليوتي           | 20 أبريل 1962 (العمر 30)  | 5   | دويسبورغ        |
| 15   | مهاجم   | إيغور كوليفانوف           | 6 مارس 1968 (العمر 24)    | 22  | فوجيا           |
| 16   | وسط     | دميتري كوزنيتسوف          | 28 أغسطس 1965 (العمر 26)  | 17  | إسبانيول        |
| 17   | وسط     | آيغور كورنيف              | 4 سبتمبر 1967 (العمر 24)  | 5   | إسبانيول        |
| 18   | مدافع   | فكتور أونوبكو             | 14 أكتوبر 1969 (العمر 22) | 1   | سبارتاك موسكو   |
| 19   | وسط     | إيغور ليدياخوف            | 22 مايو 1968 (العمر 24)   | 7   | سبارتاك موسكو   |
| 20   | مدافع   | أندريه يفجينيفيتش إيفانوف | 6 أبريل 1967 (العمر 25)   | 3   | سبارتاك موسكو   |

1. ↑  مثل تسفيبا مرة واحدة أوكرانيا, في عام 1992. لكن تحول إلى تمثيل روسيا في عام 1997 ، ولعب معهم ثماني مباريات دولية.

إجمالاً، تضمنت منتخب رابطة الدول المستقلة ثمانية لاعبي روس وستة أوكرانيين (واحد منهم مولود في ألمانيا) وجورجي وبيلاروسي وأبخازي وشركسي. وكان بعض اللاعبين يلعبون في وقت واحد مع (المنتخب السوفيتي) رابطة الدول المستقلة ومنتخباتهم الوطنية مثل كاخابير تسخادادزي (جورجيا) وأخريك تسفيبا (أوكرانيا).
باستثناء فولوديمير ليوتي، استأنف جميع اللاعبين فيما بعد مسيرتهم الدولية مع منتخباتهم الوطنية. تأهل روسيا إلى كأس العالم لكرة القدم 1994 في الولايات المتحدة مع الجزء الأكبر من تشكيلة منتخب رابطة الدول المستقلة في يورو 1992 ولكن بسبب حادثة «رسالة الأربعة عشر لاعب» في تشرين الثاني (نوفمبر) 1993، تم استبعاد إيغور شاليموف وإيغور دوبروفولسكي وإيغور كوليفانوف وسيرجي كيرياكوف وفاسيلي كولكوف وأندري كانتشيلسكيس من المنتخب الروسي. أوليغ سالينكو وأندريه يفجينيفيتش إيفانوف اللذان وقعا الخطاب أيضا، سحبا توقيعاتهما في النهاية. وتم استدعاء أخريك تسفيبا وستانيسلاف تشيرتشيسوف لاحقًا إلى الفريق الروسي.
على الرغم من أن ما يقرب من ثلث أعضاء الفريق كانوا من أوكرانيا، إلا أن لاعبين أوكرانيين فقط لعبوا مع منتخب أوكرانيا، بينما اختار أربعة آخرون اللعب مع المنتخب الوطني الروسي.

## وصلات خارجية
- USSR National Football Team (بالروسية)